# Sexy Sadie
«Sexy Sadie» es el nombre de una canción de The Beatles, escrita por John Lennon en la India y acreditada a Lennon-McCartney. Es de un estilo marcadamente personal de Lennon, como lo haría en otros temas en su carrera de solista.

## Concepción del tema
Lennon originalmente quiso que su título fuera "Maharishi", siendo una de las más polémicas de cuántas grabara la banda. Pero The Beatles lo cambiaron a "Sexy Sadie" para evitar posibles litigios por los versos del tema con el Maharishi Mahesh Yogi.
Es evidente que John no tenía la mejor de las impresiones sobre el Maharishi cuando se marchó de la India; según sus propias palabras, se fue muy desilusionado. Todo empezó cuando se extendió el rumor de que el Maharishi tenía interés sexual en una de las chicas que estaban en el curso, contraviniendo sus propias reglas.
The Beatles empezaron a creer que tan solo iba por su dinero, así que finalmente abandonaron la ciudad de Rishikesh, aunque ninguno de ellos (a excepción de John), tuvo roces tan acalorados y tan abiertamente adversos con el gurú.
Cynthia Lennon, George y Paul más tarde dijeron que creían que todo provino de una falsa acusación de Alexis "Magic" Mardas (un ingeniero de estudio de la banda) y que era un bulo.

## La posición de Lennon
Lennon una vez dijo de la canción: "Fue inspirada por el Maharishi. La escribí cuando ya habíamos guardado los sacos de dormir y nos íbamos. Esa fue la última canción que escribí antes de abandonar India. Solo la llamé "Sexy Sadie", con el verso: Maharishi what have you done, you made a fool... Solo usé la situación para escribir una canción, calculadamente pero también expresando lo que sentía. Me despedí del Maharishi con un mal sabor de boca. Ya sabes, parece que mis partidas no son siempre tan agradables como quisiera que fueran"
Después de regresar a Inglaterra, John grabó la letra en un pedazo de madera, con el nombre original de "Maharishi".
La versión de estudio fue cambiada sólo después de que George le insistiera que la canción debía tener otro nombre y lo persuadió a ponerle el título de "Sexy Sadie". 
George recordó luego en la entrevista para el film "The Beatles Anthology" con Derek Taylor que el trozo de madera lo dejó Lennon en Apple offices y terminó en la posesión de Maureen Starkey. En última instancia fue vendido a un coleccionista de Beatles. 
En una entrevista de 1969, John Lennon indicó que una de sus canciones favoritas era "I've Been Good To You" por Smokey Robinson & The Miracles. Esa pieza comienza con los versos Look what you've done / You made a fool out of someone, en los que a todas luces se basan los de "Sexy Sadie": What have you done? / You made a fool of everyone.

## Letra original
John mostró la letra original a los otros mientras que ensayaban en los Estudios Abbey Road el 19 de julio de 1968. Decidió renombrarla para evitar demandas, y porque George dijo que si la canción iba a grabarse había que cambiar el título. Esta referencia a la letra original también la escribió Mark Lewisohn en su libro biográfico "The Complete Beatles Recording Sessions".

## Influencia del tema
La banda española Sexy Sadie tomó su nombre de esta canción. 
Como describió Vincent Bugliosi en su libro "Helter Skelter", Charles Manson tomó el título de esta pieza como referencia a un miembro de su familia o clan. Susan Atkins, quien fue nombrada con el alias de Sadie Mae Glutz, antes del lanzamiento del Álbum Blanco.
Canciones denominadas en forma similar a "Sexy Sadie" incluyen el grupo de rock australiano rock group Jet con "Look What You've Done", el cual tiene una base musical similar,(ocasionalmente idéntica) a la de Lennon. 
Oasis usa una introducción marcadamente similar en su lado B, "Sitting Here In Silence (On My Own)." También, la canción de Jack Johnson, "Cocoon" (del álbum On and On), es muy parecida en su composición. Finalmente, partes de la interpretación del piano son similares a la canción de Radiohead, "Karma Police", aspecto que la propia banda aparentemente reconoció.
La canción inspiró uno de los nombres de los personajes del film de 2007 basado en canciones de The Beatles. Across the universe, Sadie, interpretado por Dana Fuchs.

## Créditos[8]
- John Lennon – vocales; guitarra acústica (Gibson J-160e).
- George Harrison – guitarra (Gibson Les Paul Standard "Lucy") y coros.
- Paul McCartney – piano (Hamburg Steinway Baby Grand), órgano (Hammond L-100), bajo (Rickenbacker 4001s) y coros.
- Ringo Starr – batería (Ludwig Super Classic) y pandero.